# اداگادا
اداگادا (به انگلیسی: Addagadde) یک روستا در هند است که در کارناتاکا واقع شده‌است.

## خصوصیات
اداگادا ۸۰۰ نفر جمعیت دارد.